# Felipe Pita Gastelumendi
Luis Felipe Pita Gastelumendi (Chongoyape, 2 de noviembre de 1949) es un político peruano. Fue el primer presidente regional de Cajamarca desde el 2003 hasta el 2006 y diputado por Cajamarca en el breve periodo 1990-1992. También ejerció como alcalde de Jaén en 1984 y 1986, es miembro del Partido Aprista Peruano.

## Biografía
Nació en Chongoyape, ubicado en el Departamento de Lambayeque, el 2 de noviembre de 1949. Su padre fue Solano Pita Centurión y su madre Julia Gastelumendi Mesones.
Cursó sus estudios primarios y secundarios en el Colegio Manuel Pardo de Chiclayo. Inició estudios superiores de Ciencias Agrarias en la Universidad Agraria del Norte que no culminó.

## Carrera política
Se inició en política a los 20 años como presidente del comité de defensa de la pequeña y mediana agricultura Jaén-San Ignacio-Bagua. A los 23 años fue presidente del comité Subregional de Productores de Soya Jaén-Bagua, a los 26 fue Presidente Nacional del Comité de productores de Soya y miembro de la Organización Nacional Agraria. Desde entonces fue miembro del Partido Aprista Peruano.
En las elecciones municipales de 1983, logró ser elegido como alcalde provincial de Jaén por el Partido Aprista Peruano ocupando dicho cargo entre 1984 y 1986.

### Diputado
En las elecciones parlamentarias de 1990, postuló a la Cámara de Diputados representando al Departamento de Cajamarca y luego fue elegido como diputado para el periodo parlamentario 1990-1995. Sin embargo, su mandato fue interrumpido el 5 de abril de 1992 a raíz del cierre del Congreso decretado por el dictador Alberto Fujimori.
Entre 1993 y 1997 fue secretario general del Partido Aprista.

### Presidente Regional de Cajamarca
Para las elecciones regionales del 2002, Pita postuló al Gobierno Regional de Lambayeque por el Partido Aprista Peruano. Fue elegido como presidente regional, siendo el primer presidente regional para ese cargo en la historia nacional. Ocupó dicho cargo en el periodo 2003-2006.
Intentó regresar para este cargo en las elecciones regionales del 2014, sin obtener la representación al quedar en octavo lugar con sólo el 1.863% de los votos.